# Estación Plaza Montero
Plaza Montero es una estación ferroviaria ubicada en el Partido de Las Flores, en la Provincia de Buenos Aires, Argentina.

## Servicios
Es una pequeña estación del ramal perteneciente al Ferrocarril General Roca, desde la estación Las Flores, hasta la estación Tandil.
Se encuentra actualmente sin operaciones de pasajeros desde el 30 de junio de 2016.
Sus vías están concesionadas a la empresa privada de cargas Ferrosur Roca.

## Ubicación
Se ubica en el paraje homónimo, en el Partido de Las Flores.

## Toponimia
La estación fue nombrada en honor a Miguel Plaza Montero, quien fuera el propietario de los campos al momento de su construcción. El hacendado tuvo actuación política y desempeñó diversos cargos públicos.